# Botschaft der Republik Südafrika (Bonn)

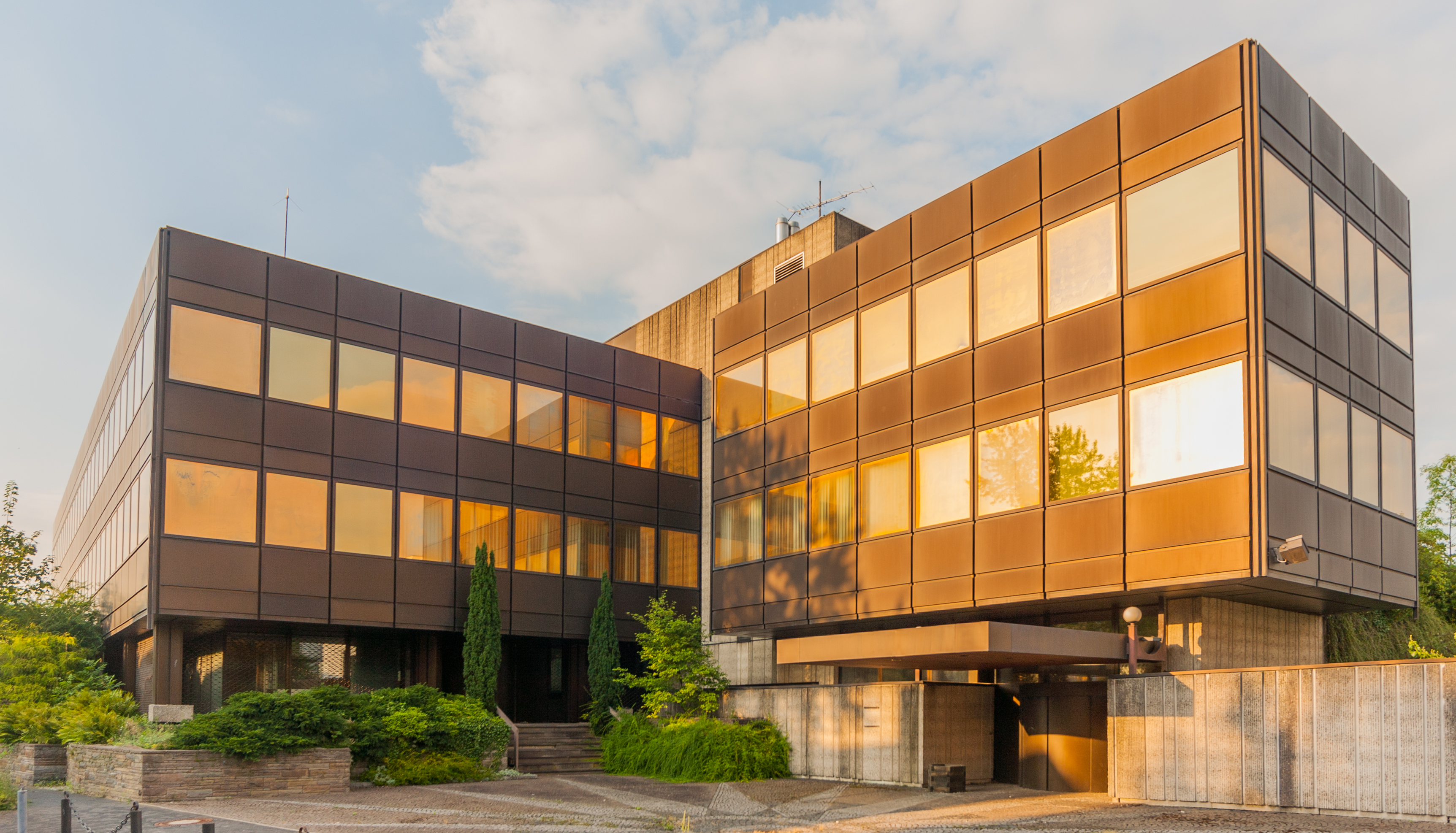
Ehemaliges Kanzleigebäude der südafrikanischen Botschaft, Auf der Hostert 3 (2013)

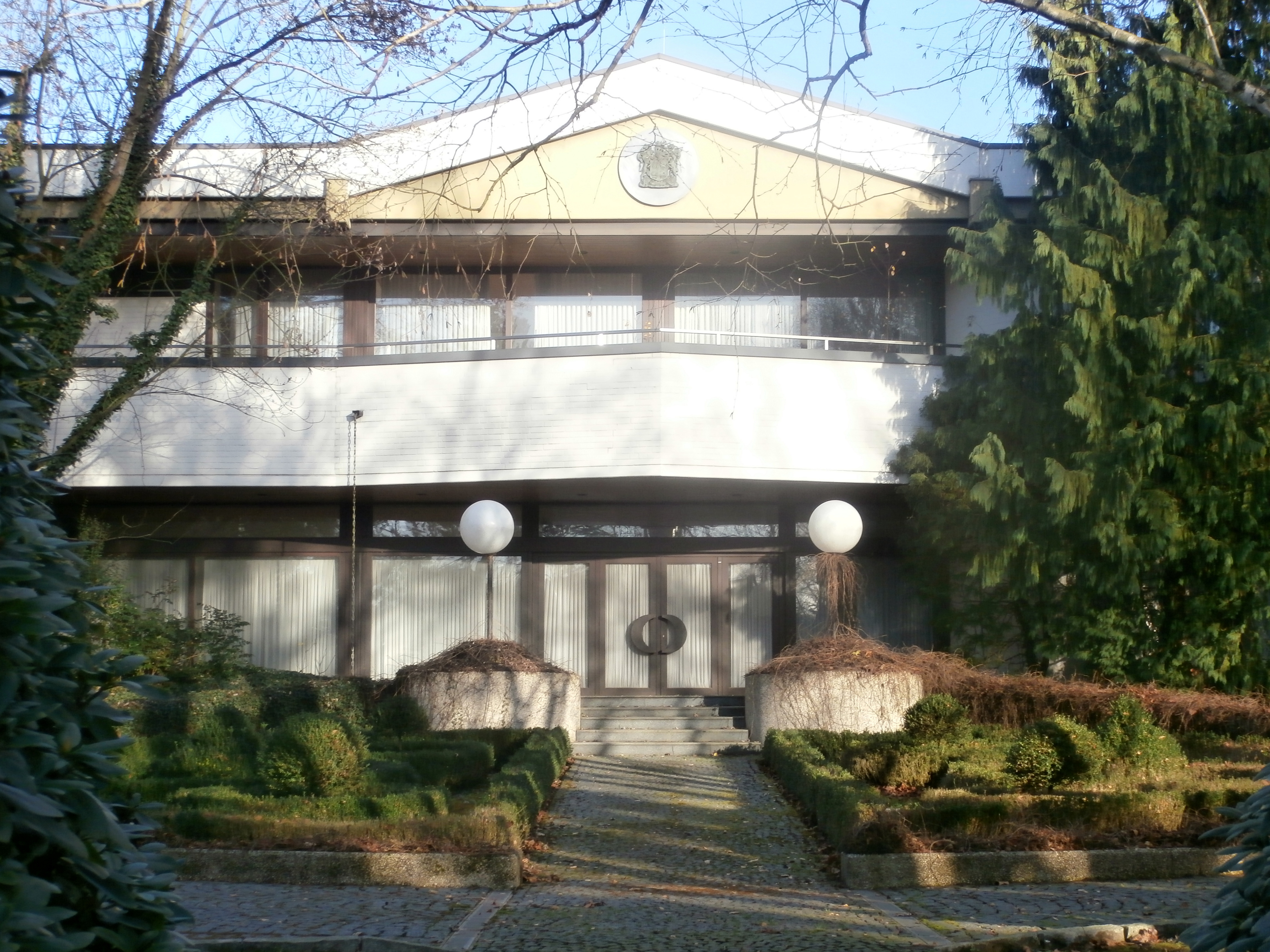
Ehemalige Residenz der Botschaft, Rüdigerstraße 20 (2015)

Die Botschaft der Republik Südafrika in der Bundesrepublik Deutschland hatte von 1975 bis 1999 ihren Sitz im Bonner Stadtbezirk Bad Godesberg. Das ehemalige Kanzleigebäude der Botschaft, errichtet von 1973 bis 1975, liegt im Ortsteil Plittersdorf nahe dem Rheinufer (Von-Sandt-Ufer) in der Straße Auf der Hostert (Hausnummer 3). Es ist weiterhin im Besitz der Republik Südafrika.

## Geschichte
Südafrika gehörte zu den elf Staaten, die bereits seit dem 15. Dezember 1949 mit einer diplomatischen Mission für die Bundesrepublik Deutschland bei der Alliierten Hohen Kommission am Regierungssitz Bonn akkreditiert waren. Die Funktion des Leiters der südafrikanischen Mission nahm zunächst ein Generalmajor wahr. Die Kanzlei befand sich von Beginn an in Köln am Rheinufer (Mevissenstraße 15), die Residenz des Missionsleiters im Stadtteil Marienburg (Oberländer Ufer 208). Die Mission hatte zunächst den Status einer Gesandtschaft, 1954 wurde sie in eine Botschaft umgewandelt. Die Kanzlei zog spätestens bis 1959 innerhalb Kölns an die Machabäerstraße 75 und bis 1964 erneut in angemietete Büroräume am Heumarkt in das Hochhaus der Handwerkskammer um.
Als sich die südafrikanische Regierung auf eine längere Präsenz am Regierungssitz Bonn einzustellen begann, plante sie Anfang der 1970er-Jahre einen Neubau der Botschaftskanzlei und der Residenz im Bonner Stadtbezirk Bad Godesberg, dem räumlichen Schwerpunkt der diplomatischen Vertretungen. Als Bauherr des Kanzleigebäudes im Ortsteil Plittersdorf trat die Regierung Südafrikas auf, mit Planung und Entwurf waren die Bonner Architekten Ernö Südi und Maria Südi-Simonyi beauftragt. 1973/74 wurde mit dem Bau sowohl der Kanzlei als auch der Residenz, Wohnsitz des Botschafters, im Ortsteil Mehlem (Rüdigerstraße 20) begonnen. Im Frühjahr 1975 konnte die Botschaft von Köln nach Bonn umziehen, die Einweihung des neuen Botschaftssitzes erfolgte am 11. September 1975. Bei dem Umzug übernahm die Grenzschutzgruppe 9 den Transport der geheimen Unterlagen der Botschaft, die dabei teilweise abhandenkamen.
Im Zuge der Verlegung des Regierungssitzes nach Berlin zog die südafrikanische Botschaft im November 1999 dorthin um, wo sie seit 2003 in einem neuerrichteten Gebäudekomplex an der Tiergartenstraße im Stadtteil Tiergarten residiert. Seitdem stehen die ehemaligen Botschaftsgebäude (Kanzlei und Residenz) leer, befinden sich aber weiterhin im Eigentum Südafrikas und werden instand gehalten. Anfang 2014 wurden Planungen eines Investors für einen Abriss des ehemaligen Kanzleigebäudes bekannt, auf dessen Grundstück drei Stadtvillen an der Straße Auf der Hostert und eine Stadtvilla am Von-Sandt-Ufer mit insgesamt 29 Wohneinheiten entstehen sollen. Mit der Umsetzung der Planungen wurde noch nicht begonnen (Stand: September 2022).

## Gebäude
Das ehemalige südafrikanische Kanzleigebäude, errichtet im alten Ortskern von Plittersdorf auf einem 4.800 m² großen Grundstück zwischen dem Schaumburger Hof im Norden und dem ursprünglichen Parkgelände der Villa Cleff im Süden, ist ein dreigeschossiger Stahlbetonskelettbau mit vorgehängter Aluminiumfassade. Um die zugehörige Parkanlage bei Festveranstaltungen miteinzubeziehen, wurde rheinseitig eine versenkbare Glaswand installiert. Die für ein Botschaftsgebäude üblichen Elemente der Repräsentation fehlten weitgehend.

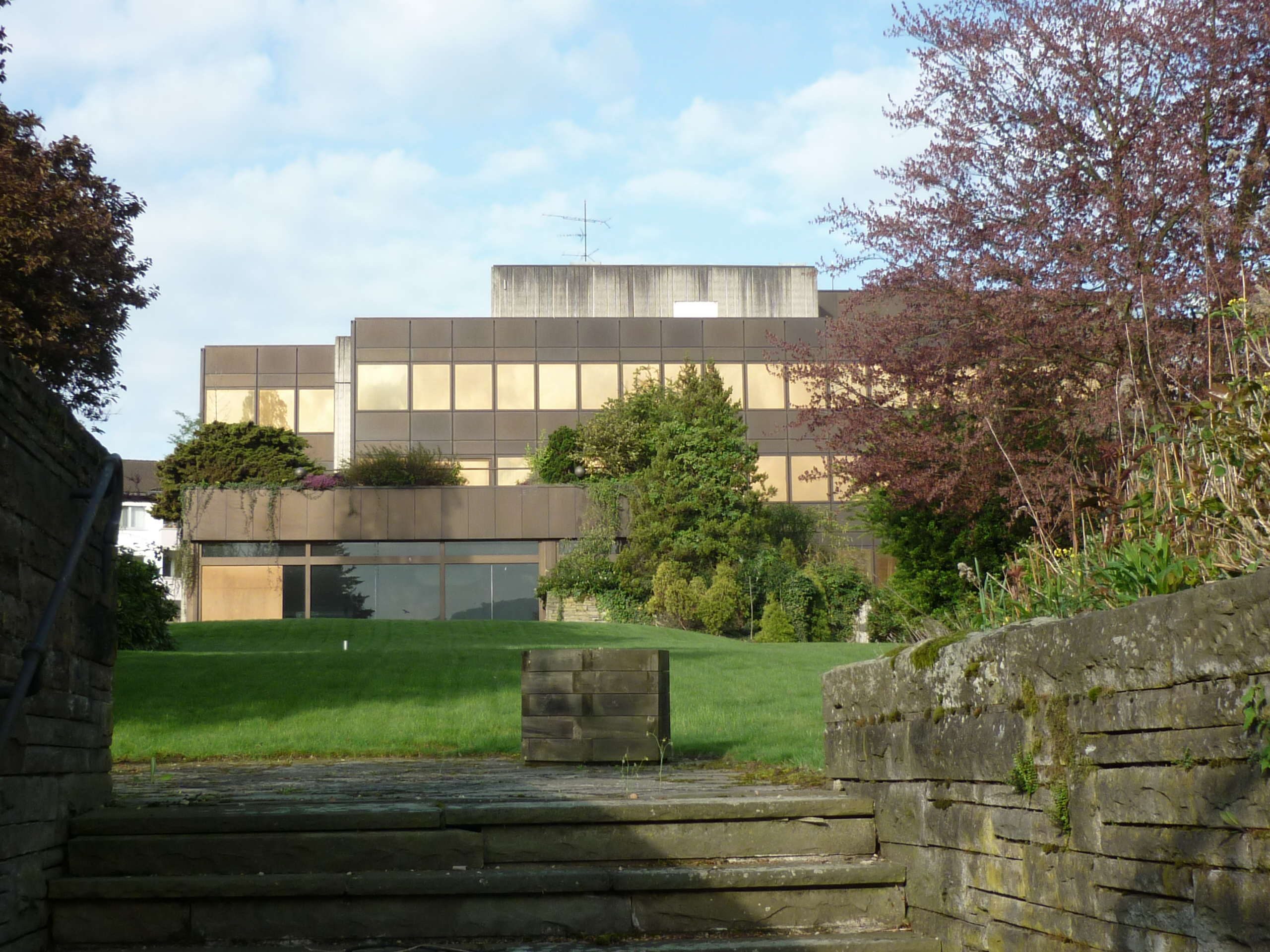
Rheinseite mit Park
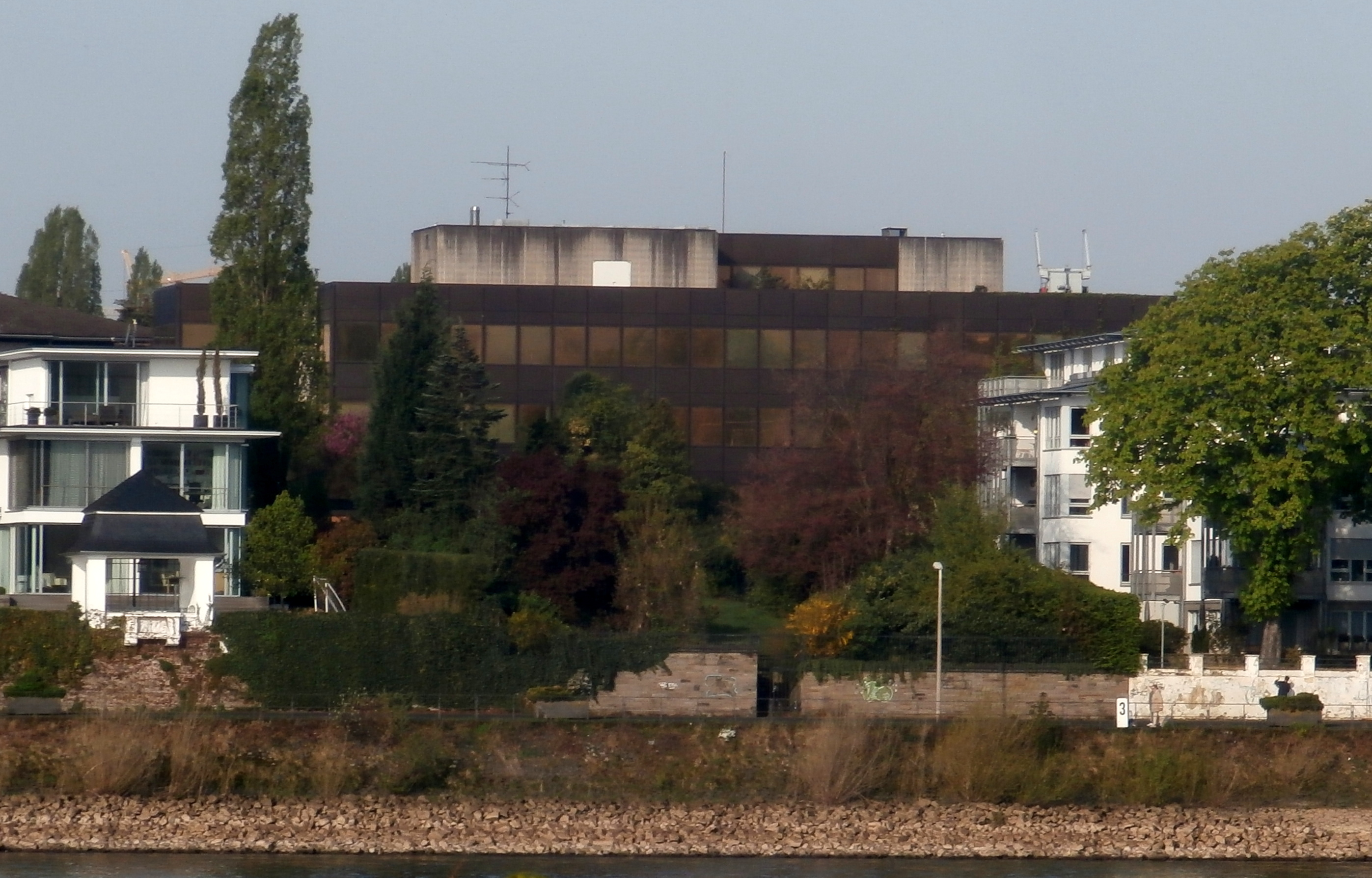
Ansicht vom gegenüberliegenden Rheinufer